# Вайле (футбольный клуб)
«Ва́йле» (дат. Vejle) — датский футбольный клуб из одноимённого города, основан в 1891 году. В июне 2011 года путём объединения с футбольным клубом «Кольдинг» был создан новый футбольный клуб — «Вайле Кольдинг», который вскоре снова распался на 2 клуба.
Полное название — Vejle Boldklub (спортивный клуб «Вайле»).
Форма — красные футболки и белые трусы (с 1911 года).
В сезоне 2017/18 клуб выступал в Первой Датской лиге, где занял первое место, и получил право выступать в высшем дивизионе.
Традиционный соперник — АГФ из Орхуса.

## История
Когда 23 жителя Вайле 3 мая 1891 основали «Вайле Больдклуб», они не предполагали, что клуб будет одним из самых великих футбольных клубов в датской истории, так как «Вайле Больдклуб» был изначально крикетным, футбол в клубе появился лишь в 1902 году.

### Первый Золотой период
Период с 1910 до 1920 год часто упоминается как первый Золотой период спортивного клуба. За эти года клуб семь раз играл в финале чемпионата Ютландии и выиграл его четыре раза в 1912, 1913, 1914 и 1915 годах. В это время «Вайле» утвердился как лучший клуб в западной части Дании.

### Пятидесятые: золотое десятилетие
Приблизительно 15 000 зрителей присутствовали на стадионе 22 мая 1952 года, когда «Вайле» завоевал путёвку в Высшую датскую лигу, в матче против «Оденсе КФУМ». Одним из центральных игроков в команде был Бент Соренсен, который позже стал первым игроком сборной Дании от «Вайле».
10 мая 1956 был гарантирован ещё больший триумф, когда «Вайле» перед 25 000 зрителей на стадионе «Паркен» в Копенгагене встречался с Б93 в квалификационном матче за место в Высшей датской лиге. Ещё раз Бент Соренсен забил победный гол. После этой победы клуб играл в Высшей датской лиге в течение 36 лет, что является рекордом.
В 1958 году клуб праздновал свой самый большой триумф на тот момент. Впервые «Вайле Больдклуб» выиграл датский чемпионат и национальный кубок. «Вайле» стал первым клубом в Дании, сделавшим дубль. Среди игроков в команде были Томми Троэльсен и Хеннинг Эноксен. Томми Троэльсену было всего лишь 17 лет, когда он играл в финале.
Обычная посещаемость матчей была 15 000—20 000 зрителей. Причиной такой высокой популярности клуба стали яркая атакующая игра и значительные победы над сильными клубами — «Копенгагеном» (8:3) и «Оденсе» (7:2). Главным тренером был Фритц Готфредсен, и он был человеком, который привил команде стиль игры, который сделал «Вайле» самым популярным клубом в Дании в этот период.
Сезон 1959 года также вошёл в историю клуба. Самым большим триумфом была, без сомнения, победа в финале национального Кубка над АГФ. 33 000 зрителей пришли на национальную арену, чтобы увидеть матч между двумя клубами из Ютландии. «Вайле» выиграл игру 1:0, но до сегодняшнего дня не известно, кто забил победный гол. Мяч вместе с Хеннингом Эноксеном и несколькими игроками АГФ были в сетке. Однако это был гол, и «Вайле» мог праздновать вторую победу в Кубке за два года.
На Олимпийских Играх в Риме в 1960 году четыре игрока «Вайле» (Хеннинг Эноксен, Томми Троэльсен, Поль Мейер и Поль Йенсен (капитан)) играли за датскую сборную, которая сенсационно выиграла серебряные медали.

### Семидесятые: триумфальный марш
В 1971 году «Вайле» праздновал восьмидесятилетний юбилей клуба, и игроки подарили клубу самый лучший подарок ко дню рождения — золотые медали чемпионата и участие в Кубке Европейских чемпионов.

## Стадион
Домашний стадион — «Вайле», построен в 2008 году.
Старый стадион клуба был построен в 1922 году.

## Достижения
- Чемпион Дании (5): 1958, 1971, 1972, 1978, 1984
- Второй призёр (3): 1965, 1974, 1996/97
- Обладатель Кубка Дании (6): 1958, 1959, 1972, 1975, 1977, 1981

## Еврокубки
- Финалист Кубок Интертото (1):1979